# Josef Borjan
Josef Borjan (* 1844; † 9. Mai 1904 in Arbesau) war ein österreichisch-böhmischer Kommunal- und Landespolitiker. Er war Bürgermeister sowie Abgeordneter des Böhmischen Landtags (Deutsche Fortschrittspartei).

## Leben und Wirken
Borjan schlug nach dem Schulbesuch eine Verwaltungslaufbahn ein und wurde Bürgermeister seines Heimatdorfes Arbesau im Gerichtsbezirk Karbitz bzw. im Bezirk Außig. Als solcher hatte er auch einen Sitz im Bezirksrat von Karbitz und war dort auch Bezirksbürgermeister. Er war außerdem Mitglied des Bezirksschulausschusses.
Zu Beginn des 20. Jahrhunderts engagierte er sich in der Provinzpolitik. Bei den Wahlen 1901 wurde er in die Kurie der Landgemeinden (Wahlkreis Aussig, Chabařovice) in den  Landtag des Königreichs Böhmen gewählt. Politisch gehörte er der Deutschen Fortschrittspartei an.
Am 9. Mai 1904 beging er Suizid. Davor litt er lange Zeit an Nieren- und Rachenerkrankungen. Zu dieser Krankheit kamen nervöse Anfälle hinzu. Wenige Tage vor seinem Tod ging er zu einer Beratung über seine Krankheit nach Prag. Er kehrte deprimiert von dort zurück und erhängte sich anschließend in einem Holzschuppen in der Nähe seines Wohnhauses.

## Ehrungen
1898 verlieh ihm der österreichische Kaiser Franz Josef das Goldene Verdienstkreuz.

## Familie
Borjan war verheiratet und hatte drei Kinder.